# Маркиз де Салинас дель Рио Писуэрга

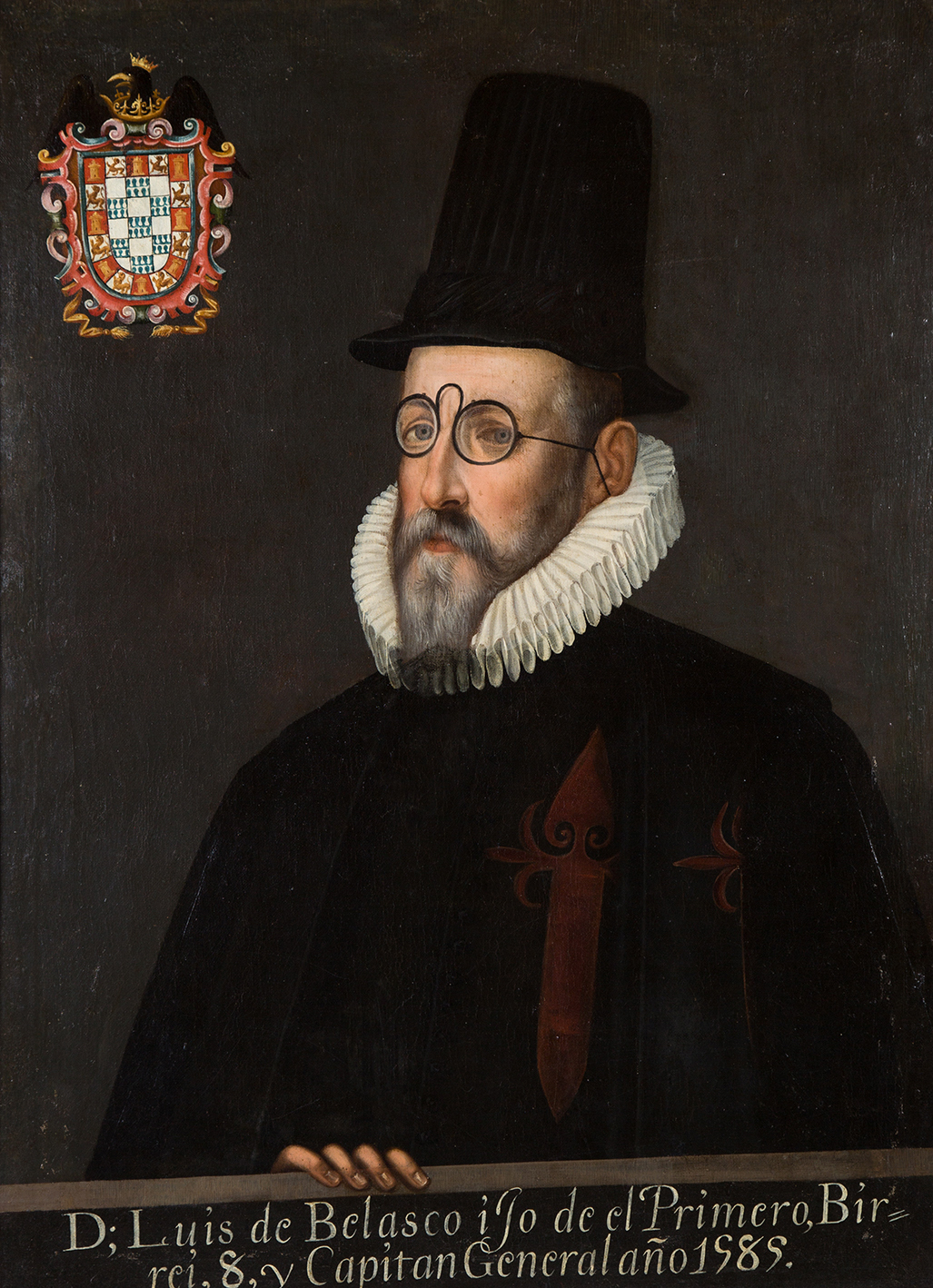
Луис де Веласко и Кастилья (1539—1617), 1-й маркиз де Салинас дель Рио Писуэрга (с 1609 года), вице-король Новой Испании (1590—1595, 1607—1611) и Перу (1596—1604).

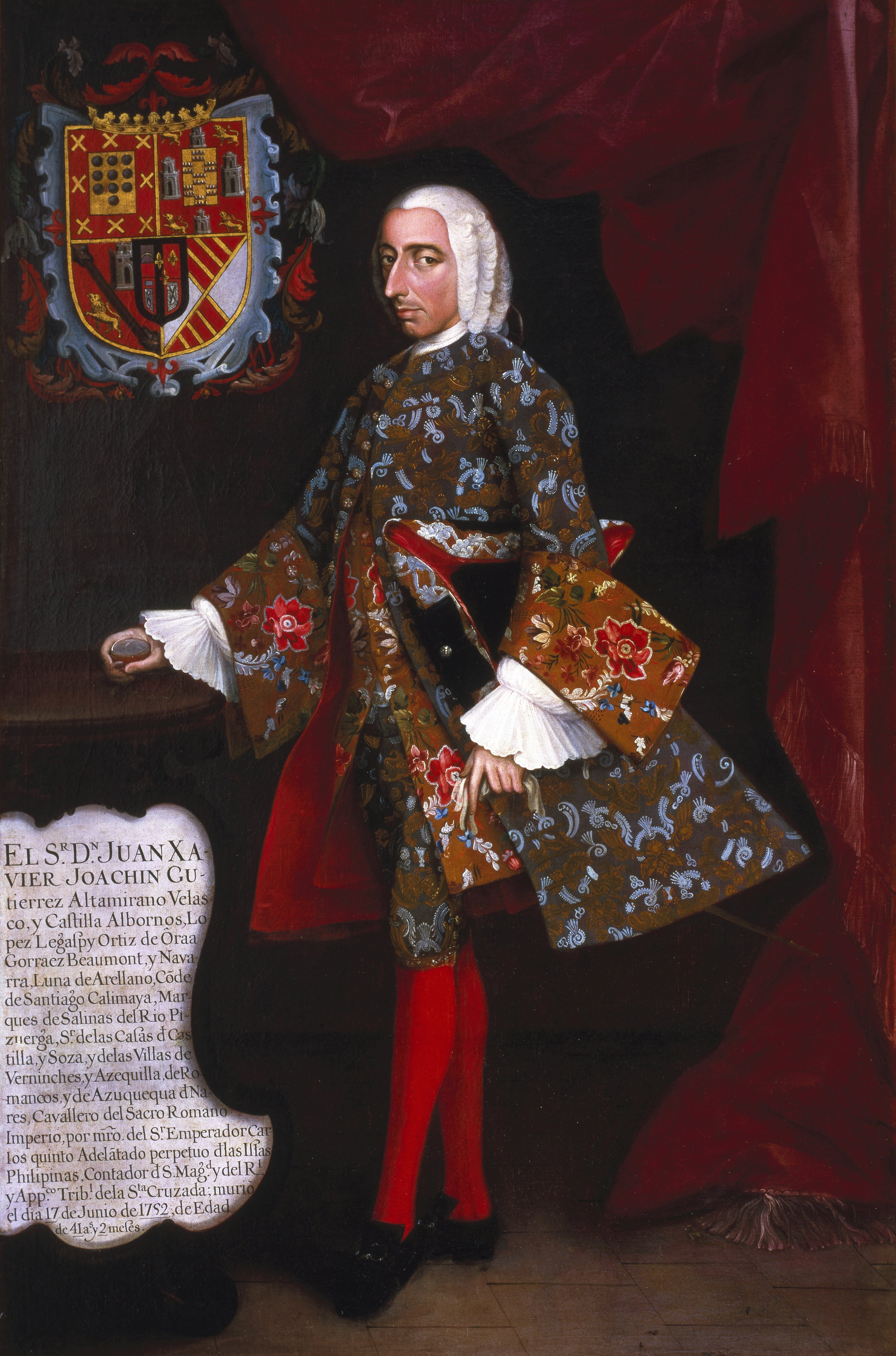
Хуан Хавьер Хоакин Альтамирано Веласко (1711—1752), 7-й маркиз де Салинас дель Рио Писуэрга, портрет Мигель Кабреры, Бруклинский музей.

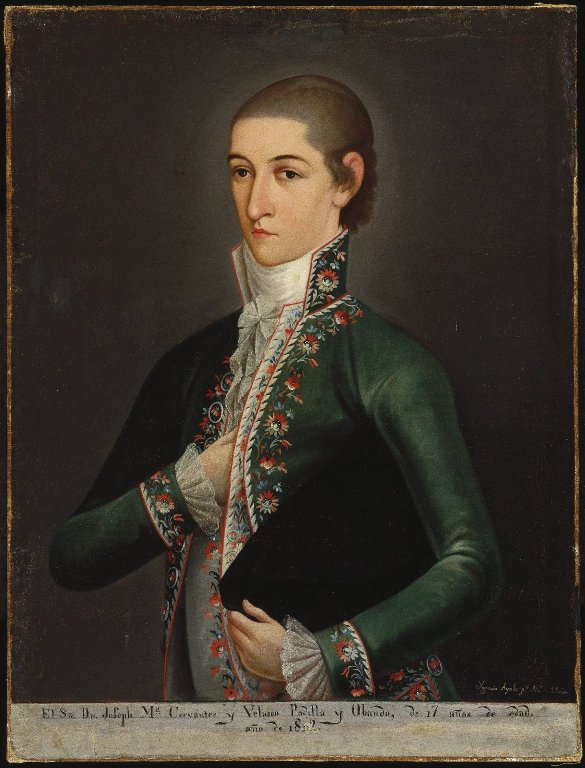
Хосе Мария Гомес де Сервантес и Альтамирано де Веласко (1786—1856), 11-й маркиз де Салинас дель Рио Писуэрга, 11-й граф де Сантьяго-де-Калимайя.

Маркиз де Салинас дель Рио Писуэрга — испанский дворянский титул. Он был создан 18 июля 1609 года королем Испании Филиппом III для Луиса де Веласко и Кастилья (1539—1617), вице-короля Новой Испании (1590—1595, 1607—1611) и вице-короля Перу (1596—1604).

## Дифференциация с одноименными названиями
Титул маркиза де Салинас дель Рио Писуэрга является самостоятельным, и, следовательно, отличается от титула маркиза де Салинас, созданного 13 апреля 1723 года для Хосе Антонио де Эчарри Хавьера. Нынешним носителем этого титула (с 1998 года) является Иньиго де Лойола Муньос Ибарра, 11-й маркиз де Салинас.
Кроме того, он также не имеет никакого отношения к титулу маркиза де лас Салинас, созданному 20 октября 1733 года для Хуана Мануэля Переса де Таля. Нынешним обладателем титула (с 2006 года) является Уго Хосе О’Донелл и Армада, 9-й маркиз де лас Салинас.
Хотя юридически три маркизата являются тремя независимыми титулами и без какой-либо связи друг с другом, совпадение в сходстве трех наименований было заимствовано из ошибок, особенно в публикациях XVII века, поскольку, существуя более ста лет, только титул маркиза де Салинас дель Рио Писуэрга может быть кратно именован маркиз де Салинас.
Поэтому все труды, предшествовавшие 1723 году, когда они говорят «Маркиз де Салинас», относятся к маркизу де Салинас дель Рио Писуэрга.

## Маркизы де Салинас дель Рио Писуэрга
|                                              | Титул                                                              | Период                                       |
| Креация создана королем Испании Филиппом III | Креация создана королем Испании Филиппом III                       | Креация создана королем Испании Филиппом III |
| -------------------------------------------- | ------------------------------------------------------------------ | -------------------------------------------- |
| I                                            | Луис де Веласко и Кастилья                                         | 1609—1617                                    |
| II                                           | Луис де Веласко и Ибарра                                           |                                              |
| III                                          | Хуана Мария де Веласко и Осорио                                    |                                              |
| IV                                           | Луиза де Веласко и Осорио                                          |                                              |
| V                                            | Марианна де Веласко и Осорио                                       |                                              |
| VI                                           | Николас Альтамирано де Веласко и Вильегас                          | ? — 1721                                     |
| VII                                          | Хуан Хавьер Хоакин Гутьеррес Альтамирано де Веласко и Горраес      | 1721 — ?                                     |
| VIII                                         | Хуан Лоренсо Гутьеррес Альтамирано де Веласко и Уррутия де Вергара | ? — 1793                                     |
| IX                                           | Мария Хосефа Изабель Гутьеррес Альтамирано де Веласко и Овандо     | 1793 — ?                                     |
| X                                            | Анна Мария Херонима Гутьеррес Альтамирано де Веласко и Овандо      | ? — 1809                                     |
| XI                                           | Хуан Мария Гомес де Сервантес и Альтамирано де Веласко             | 1809 — 1856                                  |
| XII                                          | Хуан Хосе де Сервантес и Оста                                      |                                              |
| XIII                                         | Антонио де Падуа де Сервантес и Пльего                             |                                              |
| XIV                                          | Альфонсо де Бустос и Бустос                                        |                                              |
| XV                                           | Рафаэль де Бустос и Руис де Арана                                  | 1909 -                                       |
| XVI                                          | Касильда де Бустос и Фигероа                                       | 1954 -                                       |
| XVII                                         | Фернандо Финат и де Бустос                                         | настоящее время                              |

## История маркизов де Салинас дель Рио Писуэрга
- Луис де Веласко и Кастилья (1534 — 7 сентября 1617), 1-й маркиз де Салинас дель Рио Писуэрга, вице-король Новой Испани и Перу, в конце жизни — президент Совета Индий. Сын Луиса де Веласко и Руиса де Аларкона (1511—1564), 2-го вице-короля Новой Испании и 11-го вице-короля Наварры, и Анны де Кастилья и Мендоса.
  - Супруга — Мария Леонор де Ирсио и Мендоса (1545—1586), дочь Мартина Ирсио Хименеса де Рибафреча и Марии Анны Мендосы Бельтран. У супругов был сын, Франсиско де Веласко (1566—1608), умерший при жизни отца. Он был женат на своей кузине Марии Изабель де Ибарра и Веласко (? — 1629), дочери Диего де Ибарры и Анны де Веласко и Кастилья. Луису де Веласко наследовал его внук:

- Луис де Веласко и Ибарра (? — ?), 2-й маркиз де Салинас дель Рио Писуэрга.
  - Супруга — Анна Осорио Манрике. у них было три дочери, которые последовательно носили титул маркизы:

- Хуана Мария де Леласко и Осорио (? — ?), 3-я маркиза де Салинас дель Рио Писуэрга.
  - Супруг — Антонио Гомес Давила Осорио Толедо и Манрике (? — 1689), 2-й маркиз де Сан-Роман, 4-й маркиз де Велада, 10-й маркиз де Асторга, 9-й граф де Трастамара, 9-й граф де Санта-Марта-де-Ортигейра. Ей наследовала её младшая сестра:

- Луиза де Веласко и Осорио (? — ?), 4-я маркиза де Салинас дель Рио Писуэрга. Ей наследовала её младшая сестра:

- Марианна де Веласко и Осорио (? — 1702), 5-я маркиза дже Салинас дель Рио Писуэрга.
  - Супруг — Бальтасар де Чавес и Мендоса, 1-й виконт де ла Кальсада. Скончалась бездетной.

- Николас Альтамирано де Веласко и Вильегас (3 августа 1675 — 28 декабря 1721), 6-й маркиз де Салинас дель Рио Писуэрга, 6-й граф де Сантьяго де Калимайя. Сын Фернандо Луиса Гутьерреса Альтамирано де Веласко и Легаспи и Изабель Вильегас де Кастилья.
  - Супруга — Мария Горраес Бомонт де Наварра Луна и Арельяно (1688—1712), дочь Теобальдо Антонио Горраеса Бомонта де Наварры и Лопеса Мурильяса и Хуаны де Луна и Арельяно Альтамирано
  - Супруга — Мария Микаэла де Падилья и Эстрада, дочь Хуана Ильдефонсо де ла Падилья и Гомес Арратия, 2-го маркиза де Санта-Фе-де-Гуардиола, и Микаэлы Грегории де Эстрады и Нуньо де Кастро. Ему наследовал его сын от первого брака:

- Хуан Хавьер Хоакин Гутьеррес Альтамирано де Веласко и Горраес (17 апреля 1711 — 17 июня 1752), 7-й маркиз де Салинас дель Рио Писуэрга, 7-й граф де Сантьяго-де-Калимайя.
  - Супруга — Анна Уррутиа де Вергара и Лопес де Перальта (1715—1739), дочь Диего Альфонсо Лопеса де Перальта и Уррутиа и Франсиски Каталины Херонимы Лопес де Перальта и Луйаондо и Бермео, 1-й маркизы де Сальватьерра и виконтессы де Луйаондо. Ему наследовал его сын:

- Хуан Лоренсо Гутьеррес Альтамирано де Веласко и Урретиа де Вергара (10 августа 1733 — 9 октября 1793), 8-й маркиз де Салинас дель Рио Писуэрга, 8-й граф де Сантьяго-де-Калимайя, 3-й маркиз де Сальватьерре-де-Перальта.
  - Супруга — Мария Барбара де Овандо и Риваденейра (1732—1772), дочь Кристобаля де Овандо Касерес и Родригеса де Ледесма и Себастьяны Хосефы де Риваденейра и Самано.
  - Супруга — Мария Хасинта Нуньес де Вильявисенсио и Давалос, дочь Мануэля Нуньеса де Вильявисенсио и Ороско и Марии Магдалены Давалос Бракамонте и Эспиноса де лос Монтерос. Ему наследовала его дочь от первого брака:

- Мария Хосефа Изабель Гутьеррес Альтамирано де Веласко и Овандо (8 июля 1763 — 3 марта 1802), 9-я маркиза де Салинас дель Рио Писуэрга, 9-я графиня де Сантьяго-де-Калимайя, 4-я маркиза де Сальватьерра-де-Перальта. Незамужняя и бездетная. Ей наследовала её младшая сестра:

- Анна Мария Херонима Альтамирано де Веласко и Овандо (22 июля 1766 — 8 января 1809), 10-я маркиза де Салинас дель Рио Писуэрга, 10-я графиня де Сантьяго-де-Калимайя, 7-я маркиза де Сальватьерра-де-Перальта.
  - Супруг — Игнасио Лионель Гомес де Сервантес и Падилья (1762—1812). Ей наследовал их сын:

- Хуан Мария Гомес де Сервантес и Альтамирано де Веласко[исп.] (14 мая 1786 — 3 декабря 1856), 11-й маркиз де Салинас дель Рио Писуэрга, 11-й граф де Сантьяго-де-Калимайя.
  - Супруга — Марианна де Мичаус и Ороквайета (1787—1811), дочь Мартина Анхеля Михауса Аспироса и Мануэлы Ороквайеты Санчес Гуэрра
  - Супруга — Анна Мария Антония Хосефа Оста и де ла Котера (1788 — ?), дочь Хуана Казимиро де Оста и Мускис и Марии Хосефы де ла Котера и Кальво де ла Пуэрта, 3-й маркизы де Ривас-Качо. Ему наследовал его сын от второго брака:

- Хосе Мария де Сервантес и Оста (1818—1867), 12-й маркиз де Салинас дель Рио Писуэрга.
  - Супруга — Мария Магдалена Айестаран и Кастро. Ему наследовал их сын:

- Игнасио де Сервантес и Айестаран (? — ?), 13-й маркиз де Салинас дель Рио Писуэрга. Холост и бездетен.

- Альфонсо де Бустос и Бустос (23 ноября 1861 — 25 декабря 1928), 14-й маркиз де Салинас дель Рио Писуэрга, 9-й маркиз де Корвера. Сын Хосе де Бустоса и Кастилья-Португаль, 10-го виконта де Риас, и Марии де лос Долорес де Бустос и Рекельме, 4-й маркизы де лас Альменас.
  - Супруга — Мария Изабель Луиза Руис де Арана и Осорио де Москосо (1865 — ?), 12-я графиня де Ньева, 16-я графиня де Оливето, придворная дома королевы Виктории Евгении Баттенбергской. Ему наследовал их сын:

- Рафаэль де Бустос и Руис де Арана (12 февраля 1885 — 21 декабря 1913), 5-й маркиз де Салинас дель Рио Писуэрга (с 1909 года), 14-й герцог де Пастрана.
  - Супруга — Касильда де Фигероа и Алонсо Мартинес, дочь Альваро де Фигероа и Торреса (1863—1950), 1-го графа де Романонес, и Касильды Алонсо-Мартинес и Мартин. У них не было сыновей, поэтому титул унаследовала их старшая дочь:

- Касильда де Бустос и Фигероа (2 ноября 1910 — 3 июля 2000), 16-я маркиза де Салинас дель Рио Писуэрга, 15-я герцогиня де Пастрана, 10-я маркиза де Корвера, 19-я маркиза де Кампотехар, 6-я маркиза де лас Альменас, 17-я графиня де Оливето.
  - Супруг — Хосе Мария Финат и Эскрива де Романи (1904—1995), 16-й граф де Маяльде, 12-й маркиз де Терранова, 3-й граф де Финат и 15-й граф де Вильяфлор. Ей наследовал их сын:

- Фернандо Финат и де Бустос (род. 20 декабря 1936), 17-й маркиз де Салинас дель Рио Писуэрга, 7-й маркиз де лас Альменас.
  - Супруга — Мария Сесилия Уолфорд Хокинс и де Бурбон (род. 1940), 5-я герцогиня де Ансола.